# Belleville Baby
Belleville Baby är en svensk dokumentärfilm från 2013 i regi av Mia Engberg.
En man från det förflutna hör plötsligt av sig efter att ha suttit många år i fängelse. Han vill att hon berättar om deras tid tillsammans. Hon minns en pojke som levde på gatan och att de träffades i Paris. Hon minns också att de alltid skulle vara tillsammans, tills döden skilde dem åt.
Filmen producerades av Tobias Janson och musiken komponerades av Michel Wenzer, medan Engberg själv stod för manus, regi, foto och klippning. Den premiärvisades 29 januari 2013 på Göteborgs filmfestival och visades senare samma vår på Tempo dokumentärfestival i Stockholm. Filmen hade biopremiär den 27 september 2013.
Vid Göteborgs filmfestival fick filmen ett hedersomnämnande och vid Tempofestivalen belönades filmen med Tempo Documentary Award. Belleville Baby vann Guldbaggen i kategorin Bästa dokumentärfilm 2014.